# 法兰西岛夜班车
法兰西岛夜班车（法語：Noctilien）是位于法国法兰西岛的夜班公交车服务，用于在夜间至凌晨时分其它公共交通停止服务时运送乘客. Noctilien目前由法兰西岛运输联合会（Syndicat des transports d'Île-de-France，STIF） 管理，由巴黎大众运输公司（RATP） 和法国国家铁路公司（SNCF） 运营。

## 历史

### 路网的诞生
Noctilien服务诞生于2005年9月20日夜，由RATP和SNCF各自原有的夜班车路网合并而来. 为的是更好地服务于夜间出行的乘客，同时使公共交通服务全天24小时保持连续性，尤其是在夜间0时30分至凌晨5时30分，其它公共交通都停止服务的时段。
早先的夜班车路网均从巴黎市中心的沙特莱站（Châtelet）向外辐射，Noctilien在此基础上又增加了4个发车点，即圣拉扎尔站（Gare de Paris-Saint-Lazare）、里昂站（Paris-Gare de Lyon）、蒙帕纳斯站（Gare de Paris-Montparnasse） 和巴黎东站（Gare de Paris-Est），同时增加一条环形公交线，连接上述4个火车站，以及增加穿越沙特莱的对角纵贯线。
这样，Noctilien的一期路网就形成了35条线路，其中27条由RATP运营，另外8条则归SNCF. 线路在郊区的终点站多设于相应地铁或RER车站附近。
RATP的27条线路如下：
- N01: 顺时针的环形线
- N02: 逆时针的环形线
- N11：讷伊桥<=>万塞讷城堡，东西向的对角纵贯线
- N12：罗曼维尔<=>布洛涅，东北西南向的对角纵贯线
- N13：博比尼<=>伊西莱穆利诺，东北西南向的对角纵贯线
- N14：拉雷讷堡<=>塞纳河畔圣旺，南北向的对角纵贯线
- N15：维勒瑞夫<=>热讷维利耶，西北东南向德对角纵贯线
- N16：勒瓦卢瓦桥<=>蒙特勒伊，东西向的对角纵贯线
- N21：沙特莱<=>希伊马扎兰，从中心向南辐射
- N22：沙特莱<=>兰日斯，从中心向南辐射
- N23：沙特莱<=>谢勒-古尔奈，从中心向东北辐射
- N24：沙特莱<=>伯宗，从中心向西北辐射
- N31：巴黎里昂<=>于维西
- N32：巴黎里昂<=>布瓦西圣莱热
- N33：巴黎里昂<=>马恩河畔维利耶
- N34：巴黎里昂<=>托尔西
- N35：巴黎里昂<=>诺让-勒佩勒（法语：Gare de Nogent - Le Perreux）
- N41：巴黎东<=>塞夫朗-利夫里
- N42：巴黎东<=>欧奈苏布瓦
- N43：巴黎东<=>萨塞勒-圣布里斯（法语：Gare de Sarcelles - Saint-Brice）
- N44：巴黎东<=>皮埃尔菲特-斯坦（法语：Gare de Pierrefitte - Stains）
- N51：圣拉扎尔<=>昂甘莱班
- N52：圣拉扎尔<=>阿让特伊
- N53：圣拉扎尔<=>楠泰尔大学
- N61：蒙帕纳斯<=>韦利济-维拉库布莱
- N62：蒙帕纳斯<=>罗班松
- N63：蒙帕纳斯<=>马西-帕莱索

N66 	Gare Montparnasse ↔ Vélizy-Villacoublay - Robert Wagner
SNCF的8条线路如下：
- N120：戴高乐机场<=>科尔贝伊-埃松
- N121：戴高乐机场<=>拉韦里耶尔
- N130：巴黎里昂<=>托尔西
- N131：巴黎里昂<=>奥尔日河畔布雷蒂尼
- N132：巴黎里昂<=>默伦
- N140：巴黎东<=>戴高乐机场
- N150：圣拉扎尔车站<=>塞尔吉高地
- N151：圣拉扎尔车站<=>芒特拉若利

Noctilien覆盖的地理范围广，因而收费也采取分区域计费，不过乘客也偶尔可以使用地铁单程票。

### 第一次服务增值

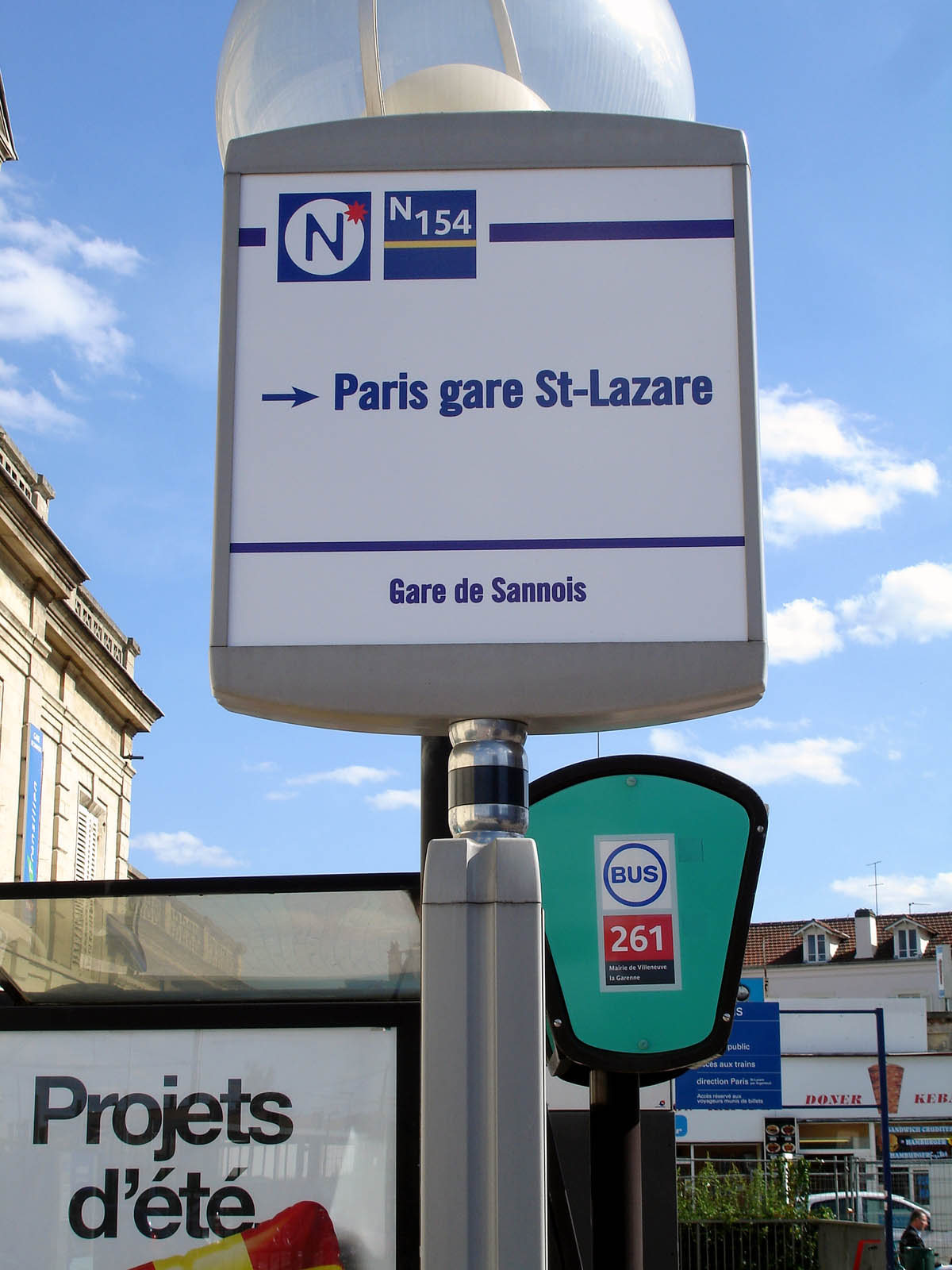
Noctilien公交车站

Noctilien的开通收益巨大，月客流量比起2005年5月上升了43%，达到了56万人，半年内客流量也达到了260万。因此，STIF于2006年4月5日决定，开通7条新线（4条RATP，3条SNCF），并延长一条固有线路。而之前9月关于在星期六夜晚和节日前夜延长地铁和相应公交服务一小时的研究亦加速了Noctilien服务增值计划。2006年12月9日，服务增值计划正式实施。
服务增值计划包括以下内容:
- N130沿着RER A线延长至马恩拉瓦莱终点
- RATP新增N45：巴黎东<=>蒙费梅伊
- RATP新增N71: 作为TVM的夜班车
- RATP新增N122：沙特莱<=>圣雷米莱舍夫勒斯
- RATP新增N153：圣拉扎尔<=>圣日耳曼昂莱，沿RER A线A1分支西进
- SNCF新增N141: 作为巴黎东线北半部路网主线的夜班车，前往莫城
- SNCF新增N142: 作为E线E4分支的夜班车，从巴黎东到布里地区图尔南
- SNCF新增N152：圣拉扎尔<=>塞尔吉高地

### 第二次服务增值
2009年6月28日夜，STIF又实施了第二次服务增值. 这次服务增值有大量的线路进行了调整，包括行走路径，班次频率，停靠站增减，延长和缩短路线等. 
其中，N120和N121线被分拆成3条新线: N143，N144和N145，这三条线以巴黎东站为界，分别承担原来N120和N121的东站-机场共线路段，东站-科尔贝伊-埃松路段，东站-拉韦里耶尔路段，因为早先两条线从机场南下经共线路段至巴黎东站后，再分别前往科尔贝伊-埃松和拉韦里耶尔。
另外，N131也分拆出一条新线N133，从里昂车站开往于维西. N132原来运作过于复杂，路线上有各种慢车，直达车，在此次增值中也分拆出两条新线: N134和N135，分别从巴黎开往孔布城及从圣乔治新城开往科尔贝伊-埃松。

## 现状
2010年，Noctilien路网包括47条夜班车线路，服务时间为每日0时30分至5时30分。N01至N99线归RATP运营，服务巴黎市区和近郊; N100至N199线归SNCF运营（N122，N130和N153归RATP），服务法兰西岛中远郊地带. 47条线路中，包含2条市区环形线、2条郊区切向线、6条对角纵贯线、37条放射路线。
线路编号中，十位数代表线路的性质、0代表环线、1代表纵贯线、2代表从沙特莱向外辐射、3代表从里昂车站辐射、4代表巴黎东站、5代表圣拉扎尔车站、6代表蒙帕纳斯车站、百位数的1则代表线路行走距离较远。